# Rue Floris
Pour les articles homonymes, voir Floris.
La rue Floris (en néerlandais : Florisstraat) est une rue bruxelloise de la commune de Schaerbeek qui va de la place Colignon à la rue Gallait en passant par la rue Vondel.
La numérotation des habitations va de 1 à 61 pour le côté impair, et de 2 à 68 pour le côté pair.
Cette rue porte le nom d'un peintre belge, Frans de Vriendt dit Frans Floris, né à Anvers vers 1516 et mort à Anvers le 1er octobre 1570.

## Historique
Lors de la Seconde Guerre mondiale vivait au numéro 58 Robert De Wael, le père de Monique De Wael alias Misha Defonseca, auteur de Survivre avec les loups. Il aurait dénoncé son réseau de résistance les "Grenadiers". Son nom a été effacé du monument aux morts sur la maison communale. 